# Syracuse (Indiana)
Syracuse é uma cidade  localizada no estado americano de Indiana, no Condado de Kosciusko.

## Demografia
Segundo o censo americano de 2000, a sua população era de 3038 habitantes.
Em 2006, foi estimada uma população de 3026, um decréscimo de 12 (-0.4%) habitantes.

## Geografia
De acordo com o United States Census Bureau a cidade tem uma área de 5,0 km², dos quais 4,2 km² estão cobertos por terra e 0,8 km² estão cobertos por água.

## Localidades na vizinhança
O diagrama seguinte representa as localidades num raio de 12 km ao redor de Syracuse.